# Ieva Januškevičiūtė
Ieva Januškevičiūtė, född 22 september 1994, är en litauisk alpinist. Hon representerade Litauen under Olympiska vinterspelen 2014 i Sotji, där hon inte fullföljde någon gren. Hon deltog även i Olympiska vinterspelen 2018 där hon tävlade i slalom och i storslalom med blygsamma placeringar som resultat.